# Surutu seabrai
Surutu seabrai är en skalbaggsart som beskrevs av D'andretta och Martinez 1956. Surutu seabrai ingår i släktet Surutu och familjen Dynastidae. Inga underarter finns listade i Catalogue of Life.